# Habralictus chlorobaptus
Habralictus chlorobaptus är en biart som beskrevs av Jesus Santiago Moure 1941. Habralictus chlorobaptus ingår i släktet Habralictus och familjen vägbin. Inga underarter finns listade i Catalogue of Life.